# Gymnosoma minuta
Gymnosoma minuta là một loài ruồi trong họ Tachinidae.